# L'Era (Torallola)
L'Era és un paratge del terme municipal de Conca de Dalt, a l'antic terme de Toralla i Serradell, al Pallars Jussà, en territori que havia estat del poble de Torallola.
Està situat al costat sud-oest mateix de Torallola, a migdia de Perico i les Esforcades, al nord de lo Rengueret i a llevant de les Comes.